# Menores Atos
Menores Atos (estilizado em caixa baixa) é uma banda de post-hardcore brasileira formada no Rio de Janeiro em 2002. É atualmente composta de Cyro Sampaio (guitarra, voz), Celso Lehnemann (baixo) e Gustavo Marquardt (bateria).

## Carreira
A banda foi fundada em 2002 por Luis Felipe Fabris e Rodrigo Salgado. Seu primeiro álbum independente, Vozes, Distorção e Trechos de Nossas Vidas, foi lançado em 2005. Após o lançamento, a banda entrou em hiato.
Cyro Sampaio entrou para a banda em meados de 2011.
Em 2014, lançaram o álbum Animalia.
Luiz Felipe Fabris saiu da banda no início de 2015, sendo substituído por Celso Lehnemann.
Em 8 de junho de 2018, lançaram o álbum Lapso.
Em setembro de 2019, lançam um single chamado “Além do Caos”, com videoclipe. No mesmo ano, se apresentam no Festival Bananada, em Goiânia, e no Palco Supernova, do Rock In Rio.
Em novembro de 2020, junto da banda Zander lançam um mini-álbum intitulado Tropical Melancolia.
Em novembro de 2021, lançam o single “breu” e um clipe para a música em plano-sequência.
Em março de 2022, lançam o clipe de “Aquário”.
Em 2022, tocaram no Lollapalooza Brasil. Em outubro do mesmo ano, se apresentam no Locomotiva Festival, em Piracicaba/SP.
Em agosto de 2023, o baterista Ricardo Mello (Bola) saiu da banda.
Em junho de 2024, Gustavo Marquardt (Gu) entra na banda como baterista.

## Formação
- Cyro Sampaio (guitarra, voz)
- Celso Lehnemann (baixo)
- Gustavo Marquardt (bateria)

## Discografia

### Álbuns
- Vozes, Distorção e Trechos de Nossas Vidas (2005)
- Animalia (2014)
- Lapso (2018)
- Fim do Mundo (2025)
- Álbuns ao Vivo
- Ao Vivo no CCSP (2020)
- Ao Vivo no Desgosto - 5 Anos de Lapso (2024)

### EPs
- Tropical Melancolia (2020) (em conjunto com a banda Zander)
- Lúmen (2022)
- Ato 1 (2023) (Em parceria com Nova Orquestra)

Coletâneas
- Flecha Discos, Vol.1 (2017) (Com as bandas Zander, Bullet Bane e Chuva Negra)